# Zale posterior
Zale posterior là một loài bướm đêm trong họ Erebidae.